# هارت فاوندايشن
المؤسسة الوطنية للقلب في أستراليا (بالإنجليزية: Heart Foundation)‏ هي مؤسسة خيرية أنشئت في عام 1959 تهدف رؤيتها معلنة في أن يتمتع الأستراليون بصحة أفضل للقلب والأوعية الدموية في العالم، كما تتمثل مهمتها في الحد من المعاناة والوفاة الناجمة عن أمراض القلب والسكتة الدماغية والأوعية الدموية في أستراليا. وتُعمل أنشطتها على تأمين الدعم المالي لإجراء القلب والأوعية الدموية، ودعم المهنيين الصحيين في ممارساتهم، وتطوير أنشطة النهوض بالصحة، وإعلام وتثقيف الجمهور، ومساعدة الأشخاص المصابين بأمراض القلب والأوعية الدموية. هذا وقد أوضحت مؤسسة القلب أن جهودها ساعدت على الحد من عدد الوفيات الناجمة عن أمراض القلب والأوعية الدموية فقد شكلت أمراض القلب والأوعية الدموية ما يقرب من 34 في المائة من إجمالي عدد الوفيات عام 2008. وهذا يترجم إلى أن كل 11 دقيقة يلقى شخصًا ما حتفه.
يعدّ مرض القلب السبب الوحيد والرئيسي للوفاة فهناك أكثر من 23,600 حياة أسترالي فقدوا حياتهم بسبب هذا المرض في عام 2008. مؤسسة القلب لديها مكاتب موزعة في كل ولاية وإقليم من أستراليا.

## التاريخ
ظهرت المنظمة بعد مرض السل الذي لم يعد يعتبر شاغل صحي، وبعد تأسيس مؤسسة القلب والسكتة الدماغية التي لاقت نجاحًا باهرًا في كندا. وتجتمع مجموعة من المهنيين المعنيين في سيدني مع أمناء مؤسسة آر تي هول ترست وأعضاء الخدمات الصحية الحكومية في نيوساوث ويلز في يوليو 1958 حيث قرروا تشكيل مؤسسة القلب الوطنية الأسترالية.

## البرامج
تعمل المؤسسة على توفير برامج تثقيفية للأشخاص وتعرض معلومات وإرشادات عن أمراض القلب والأوعية الدموية للأشخاص الذين هم في عرضة لخطر الإصابة بها وحول كيفية تقليل مخاطر الإصابة. وتوزع المنظمة سنوياً أكثر من 1.3 مليون كتيب عن صحة القلب. وفي كل عام، تقدم دائرة المعلومات التابعة لمؤسسة القلب معلومات عن صحة القلب لآلاف الأستراليين عبر موقعها على شبكة الإنترنت.

## الشراكات التابعة للمؤسسة
تدعم مؤسسة القلب وتعمل مع جميع مستويات الحكومة والمنظمات الصحية الأخرى ووسائل الإعلام ومع أفراد المجتمع الواحد ومصنعي الأغذية لتنفيذ الخطط والبرامج التي تعمل على تحسين صحة القلب والأوعية الدموية لجميع الأستراليين. ويشمل ذلك برامج توعوية بشأن المخاطر الصحية القلبية الوعائية مثل التدخين أو الخمول البدني، من خلال التعافي وإعادة التأهيل وتحسين النظام الغذائي. وقد دخلت المؤسسة في شراكة مع نظام التقييم الصحي بالنجوم من خلال المساعدة في الاستفادة من هذا التقييم والامتثال له على المنتجات القابلة للتطبيق. وقد استخدمت البيانات التي تم جمعها من المؤسسة في الاستقصائيات الرسمية لتقييم الصحة باستخدام النجوم وقدمت المساعدة في لجعل هذا النظام أكثر فعالية ودقة.

## التوعية
تهدف المؤسسة إلى تعزيز الوعي من خلال حملات التثقيف المجتمعي والأنشطة الإعلامية، كما وتشجع مؤسسة القلب الأشخاص إلى تغيير نمط حياتهم من أجل تحسين صحة القلب لدى الأستراليين. ومن الأمثلة الحديثة على ذلك حملة علامات التحذير، التي ترفع الوعي بأعراض النوبة القلبية والحاجة إلى الاتصال بالرقم 000 حتى يتمكن المصابون من الحصول على العلاج المبكر للحصول على أفضل فرصة للبقاء على قيد الحياة.